# Dunstanoides hinawa
Dunstanoides hinawa là một loài nhện trong họ Amphinectidae. Loài này phân bố ở New Zealand.